# Північно-Італійська операція
Північно-Італійська операція або операція «Грейпшот» (англ. Operation Grapeshot), також відома як Весняний наступ 1945 року в Італії (англ. Spring 1945 offensive in Italy) — стратегічна наступальна операція військ союзників на завершальному етапі Італійської кампанії в ході Другої світової війни.